# Servitanisches Säkularinstitut
Das Servitanische Säkularinstitut  (englisch Servite Secular Institute, Abkürzung: SSI) ist die  internationale Frauengemeinschaft im Servitenorden. Es ist ein Institut des geweihten Lebens und nach dem kanonischen Recht der katholischen Kirche ein Säkularinstitut. Gegründet wurde es 1952 von der Engländerin Joan Bartlett OBE DSG (1911–2002). Die Gemeinschaft ist der jüngste Zweig des um 1233 in Florenz entstandenen Servitenordens.

## Geschichte

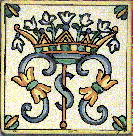
Wappen des Servitenordens

Auf der Suche nach ihrer persönlichen Berufung begegnete Joan Bartlett dem Ordenspriester Gerard Corr OSM, dem sie schon mehrmals in der Kirche geholfen hatte. Sie beabsichtigte in die Kongregation der Serviten Schwestern in London einzutreten. Pater Corr riet ihr jedoch zu einem Dienst inmitten der Welt. Ausschlaggebend waren die Erlebnisse im Zweiten Weltkrieg, neben ihrem Beruf bei dem Radiosender British Broadcasting Corporation (BBC) arbeitete sie in ihrer Freizeit als Helferin beim Britischen Roten Kreuz. Nach dem Kriegsende bestand weiterhin ein großer Hilfbedarf, ihre finanzielle Situation erlaubte es ihr 1946 für den Servitenorden ein Haus zu eröffnen. Hier wurde Obdachlosen, alten und kranken Menschen und anderen hilfsbedürftigen Personen Hilfe angeboten. In diesem Haus waren auch Schwestern des Servitenordens tätig. Die von Papst Pius XII. (1939–1958) veröffentlichte Apostolische Konstitution Provida mater ecclesia von 1947 war der Startschuss zur Gründung einer weltlichen Ordensgemeinschaft innerhalb der Ordensfamilie der Serviten.
Die erste Gruppe etablierte sich 1952 im Londoner Haus und weitete sich über die Grenzen Londons hinaus. 1960 schlossen sich die englische Gruppe mit einer italienischen und einer deutschen Gruppe, zu einer internationalen Gemeinschaft, zusammen. 1964 wurde die Gemeinschaft von der Amtskirche als Säkularinstitut anerkannt und in die Ordensfamilie der Serviten eingegliedert. Es folgte 1979 die Ernennung zu einem Säkularinstitut päpstlichen Rechts. Nach einer Überarbeitung der Satzungen im Jahr 1994 erneuerte die päpstliche Kongregation für die Institute geweihten Lebens und für die Gesellschaften apostolischen Lebens die Approbation des Heiligen Stuhles.

## Aufnahmebedingungen
Das Institut steht katholischen Frauen, unverheiratet oder verwitwet, offen.  Alle Kandidatinnen werden für ein einjähriges Vorbereitungsjahr von einem erfahrenen Mitglied als Pate begleitet. Danach erfolgt der Eintritt in das Institut und die Postulantin absolviert eine vierjährige Ausbildungszeit. Diese schließt mit einem zeitlichen Versprechen ab und ist an die Evangelischen Räte orientiert, die die Armut, die Ehelosigkeit und den Gehorsam beinhalten. Nach mehreren Jahren im zeitlichen Gelübde kann das ewige Gelübde abgelegt werden.

## Organisation
Das Säkularinstitut der Serviten ist weltweit verbreitet, ihre Gruppen oder Einzelpersonen arbeiten und leben in Argentinien, Belgien, Kanada, Kolumbien, Frankreich, Deutschland, Italien, Südfrankreich, Spanien, den USA und im UK. Dem Institut ist eine Vereinigung von Gläubigen angeschlossen, deren Mitglieder kein Gelübde oder Versprechen ablegen müssen. Die in Deutschland befindliche Gruppe wurde 1961 gegründet und hat den Hauptsitz in Bielefeld, darüber hinaus in Gelsenkirchen und Hannover. Das Generalat hat seinen Sitz in Rom.

## Lebensform
Die Mitglieder bemühen sich Gott und seinem Volk zu dienen, ebenso wie Maria, die erste unter den Dienern des Herrn es getan hat. Sie leben inmitten der Welt, gehen ihren Berufen nach und bleiben ihrem Lebenskreis verbunden. Es gibt das Leben in kleinen Gruppen oder als Alleinstehende, das Gemeinschaftsleben wird jährlich mit Exerzitien praktiziert.